# Tuckerville
Tuckerville was een Nederlands muziekfestival waarvan tussen 2014 en 2023 zes edities werden georganiseerd. Tijdens het evenement stonden verschillende muziekstijlen centraal, waaronder rock, folk, country en americana. Drijvende kracht achter het festival was Ilse DeLange.
Tuckerville vond plaats in Enschede; de eerste editie in de Grolsch Veste, de edities daarna op Het Rutbeek. In 2020 en 2021 werd het evenement geschrapt vanwege de coronapandemie die in 2020 uitbrak. Door de toen geldende overheidsmaatregelen waren grote evenementen destijds onmogelijk.
Na de zesde editie in 2023 verdween Tuckerville van de kalender wegens oplopende kosten en inflatie.

## Historie

### Eerste editie (2014)
Op 21 juni 2014 vond de eerste editie van Tuckerville plaats in voetbalstadion De Grolsch Veste in Enschede. Er waren optredens van The Common Linnets, De Dijk, Daniël Lohues en Tim Knol. Initiatiefneemster Ilse DeLange leverde achteraf kritiek op de locatie, die niet de door haar gehoopte festivalsfeer gecreëerd had.

### Tweede editie (2017)
Op 2 september 2017 keerde Tuckerville als openluchtfestival terug op Het Rutbeek nabij Enschede. Onder meer Triggerfinger, Amy Macdonald, The Common Linnets, Racoon en Douwe Bob traden op. Het festival werd door ruim 12.500 mensen bezocht.

### Derde editie (2018)
Op 1 september 2018 traden onder meer Carrie Underwood, George Ezra, Jacqueline Govaert, Isaac Gracie en Danny Vera op tijdens de derde editie van Tuckerville. Ilse DeLange sloot het festival af, haar eerste solo-optreden sinds 2014. Het festival trok bijna 15.000 bezoekers.

### Vierde editie (2019)
In 2019 keerde Tuckerville terug op 7 september. Aangekondigd waren James Morrison, Sam Outlaw, Ilse DeLange, BLØF, Daniël Lohues, Gold Star, Ferris & Sylvester, Bökkers en Rowwen Hèze. Met 17.500 bezoekers was het festival voor het eerst uitverkocht.

### Vijfde editie (2022)
Na de coronapandemie mocht Tuckerville in 2022 terugkeren naar Het Rutbeek. Het festival werd dat jaar georganiseerd op 10 september. Met artiesten zoals Krezip, Danny Vera, Matt Simons, DI-RECT en Ilse DeLange werd de line-up gevuld.

### Zesde editie (2023)
Op 10 augustus 2023 werd aangekondigd dat de editie van dat jaar de laatste zou zijn. De gestegen kosten werden daarbij genoemd als oorzaak.
De zesde en tevens laatste editie van het festival vond plaats op 9 september 2023. Artiesten die optraden waren onder andere MEAU, Rowwen Hèze, Bløf, Young Gun Silver Fox en Chef'Special. Het evenement werd op het hoofdpodium afgesloten door Ilse DeLange, die tevens haar 25-jarig jubileum vierde als artiest.